# دونا مارتل
دونا مارتل (انگلیسی: Donna Martell؛ زادهٔ ۲۴ دسامبر ۱۹۲۷) بازیگر اهل ایالات متحده آمریکا است. وی بین سال‌های ۱۹۴۷ تا ۱۹۸۳ میلادی فعالیت می‌کرد.
از فیلم‌ها یا برنامه‌های تلویزیونی که وی در آن نقش داشته‌است می‌توان به سینوهه اشاره کرد.